# Antoine Sartorio
Antoine Sartorio (* 27. Januar 1885 in Menton, Frankreich; † 19. Februar 1988 in Jouques, Frankreich) war ein französischer Bildhauer.

## Leben

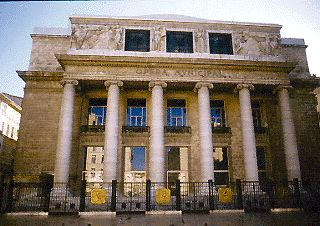
Opernhaus Marseille

Palais de la Méditerranée, Nizza

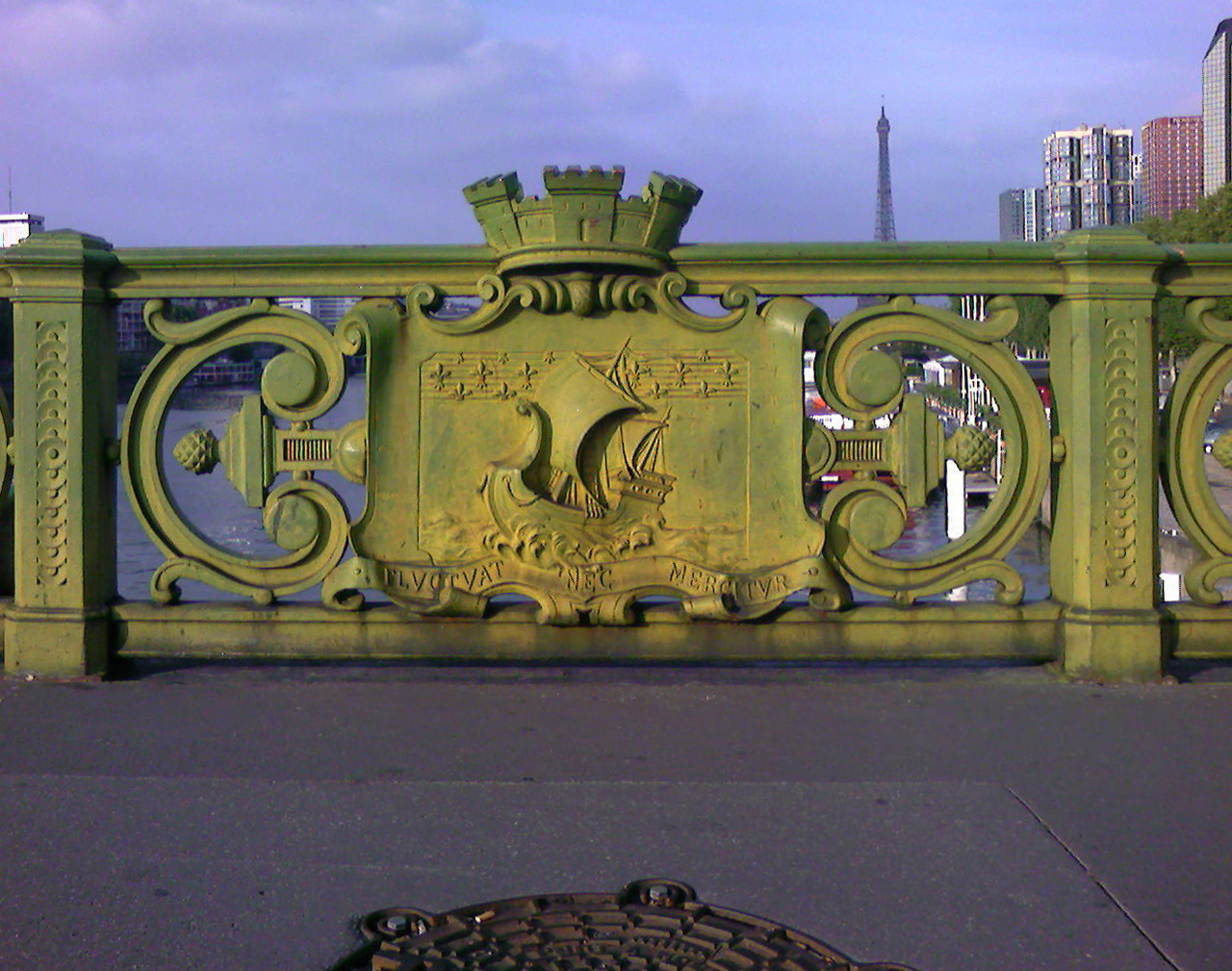
Pont Mirabeau, Paris

Denkmal für die 363. französische Infanterie, Badonviller

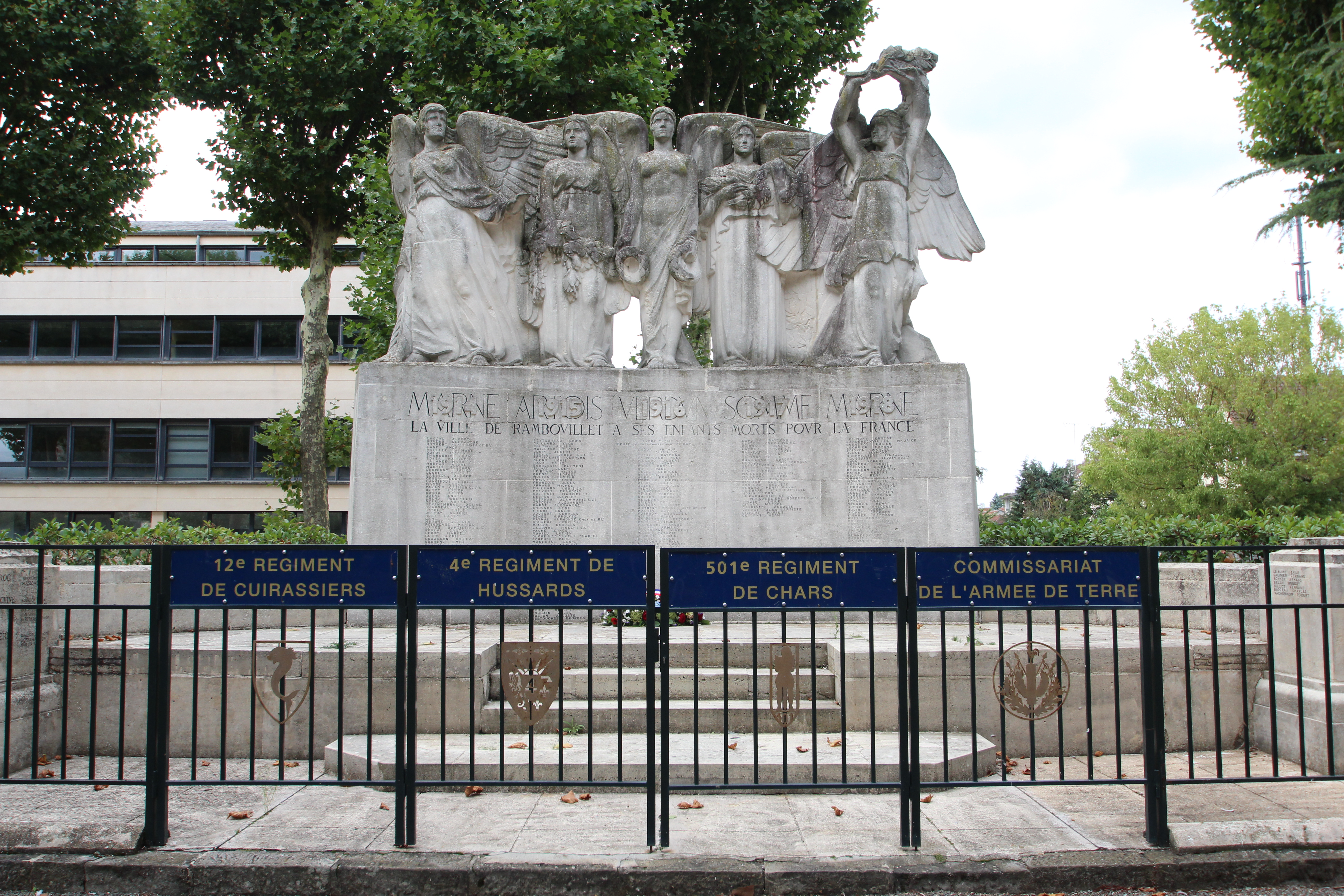
Monument aux morts, Rambouillet

Antoine Sartorio studierte an der École des Beaux-Arts de Paris, wo er ein Schüler von Jean-Antoine Injalbert und Emmanuel Hannaux war. Er diente im Ersten Weltkrieg beim 363. Infanterie-Regiment in den Vogesen und erhielt das Croix de guerre. 1920 wurde ihn ein Reisestipendium gewährt.
Er arbeitete mit dem Marseiller Architekten Gaston Castel zusammen, mit dem er die École des Beaux-Arts besucht hatte. Gemeinsame Projekte waren 1922 der Entwurf zum Denkmal Andradas für die Unabhängigkeit Brasiliens in Santos, das Flachrelief von 1924 am Dachgiebel der Opéra de Marseille, das Marseiller Denkmal für die Toten der Armée d’ Orient von 1927, 1929 die Südfassade des Palais de la Méditerranée in Nizza mit Frauenfiguren und Seepferdskulpturen, 1932 Figuren an der Brücke Pont de Cavaillon über den Fluss Durance (1944 zerstört), 1935 das Wappen von Paris an der Pont Mirabeau, Fassade des Marseiller Palais de Justice 1933, 1938 die Denkmale für Alexander I. (Jugoslawien) und Louis Barthou und 1938 die Sept péchés für das Gefängnis Baumettes in Marseille. Er arbeitete auch mit dem Architekten Paul Tournon zusammen.
Wie viele französische Bildhauer erhielt auch Sartorio während und nach dem Ersten Weltkrieg Aufträge für Kriegsdenkmäler. Hierzu gehören:
- Aux glorieux morts 1914–1918 in Mont Pélé (zwischen Moyenmoutier and Senones), 1915[10]
- Pour la France in Pierre-Percée, 1915[11]
- Denkmal für die 363. französische Infanterie, Kriegsfriedhof Badonviller
- Monument aux morts in Jouques, 1921[12]
- Monument aux morts in Ceyreste, etwa 1921
- Monument aux morts in Rambouillet, 1923[13]
- Monument aux morts in Septèmes-les-Vallons
- Monument aux morts in Manosque, 1921
- Monument aux morts in Tournon-sur-Rhône, 1922[14]
- Monument aux morts in Menton, 1925[9]

Ab 1911 war Sartorio Mitglied der Société des Artistes Français, auf deren Salon er seine Werke ausstellte. Er gehörte der von dem Éditeur d’art (Kunstverleger) und Bildgießer Arthur Goldscheider in den frühen 1920er Jahren mit Vertretern des Art déco gegründeten Künstlergruppe La Stèle an, deren Arbeiten Goldscheider 1925 auf der Pariser Exposition internationale des Arts Décoratifs et industriels modernes ausstellte. Seine Arbeiten waren 1931 auf der Exposition Coloniale de Vincennes und 1937 auf der Weltfachausstellung Paris 1937 zu sehen, auf letzterer Ausstellung  erhielt er für seinen Prometheus und Le Feudas das Ehrendiplom. 1926 wurde er als Ritter in die Ehrenlegion aufgenommen.
Nach dem Zweiten Weltkrieg fertigte er mehrere Skulpturen für einige Hoch- und Oberschulen, darunter Le Rythme (Lycée Tolbiac, Paris 1950), Vers l’espace (Lycée Marseilleveyre, Marseille 1956), Athéna (Hochschule Périer, Marseille 1958). Von 1962 bis 1966 arbeitete er an der Restaurierung des Le Baptême de Clovis für die Kathedrale von Reims. 1967 verließ er sein Pariser Atelier und zog sich nach Jouques zurück. 1980 verlieh ihm die Akademie von Marseille für sein Lebenswerk den Jean-Roque-Preis.